# Тупицівка
Тупи́цівка —  село в Україні, у Валківській міській громаді Богодухівського району Харківської області. Населення становить 5 осіб. До 2020 орган місцевого самоврядування — Заміська сільська рада.

## Географія
Село Тупицівка знаходиться у балки Пересвітня, складається з 2-х частин, рознесених на 1 км, поряд невеликий лісовий масив (дуб) - урочище Кашпурів Ліс. Примикає до села Перепелицівка, на відстані 1 км розташовані села Гонтів Яр, Корсунівка і Заміське. За 2 км проходить автомобільна дорога М03 (E40).

## Історія
12 червня 2020 року, розпорядженням Кабінету Міністрів України № 725-р «Про визначення адміністративних центрів та затвердження територій територіальних громад Харківської області», увійшло до складу Валківської міської громади.
19 липня 2020 року, в результаті адміністративно-територіальної реформи та ліквідації Валківського району, село увійшло до складу Богодухівського району.